# Достать Санту
«Доста́ть Са́нту» (англ. Get Santa) — британский художественный фильм 2014 года, приключенческая сказка Кристофера Смита о том, как празднование Рождества оказалось под угрозой из-за того, что в Лондоне попал в аварию, а затем был посажен в тюрьму Санта-Клаус.

## Сюжет
До Рождества осталось несколько дней, и на улицах Лондона неожиданно появляется несколько северных оленей, точь-в-точь таких, которые возят сани Санты. А однажды вечером девятилетний Том обнаруживает самого Санту в гараже: оказалось, что тот на полном ходу врезался в телефонные провода, из-за чего выпал из саней, а его олени с санями уехали от него и затем разбрелись. Теперь Санте нужно найти сани и оленей, иначе он не сможет развозить подарки детям.
В тот же день после двухгодичного тюремного заключения возвращается Стив, отец Тома. У его жены Элисон теперь другой мужчина, но Том давно мечтает увидеть отца, и зовёт его помочь Санте. Между тем, Санта находит оленей, которых временно поместили в собачий приют, но при попытке выкрасть их оттуда ночью его арестовывают. Стив с Томом навещают Санту в той самой тюрьме, откуда только что вышел Стив, и Санта просит их помочь разыскать сани и оленей и прилететь на них за ним в тюрьму. Стив не верит, что Санта настоящий, однако ради сына начинает помогать в поисках оленей. Положение осложняется тем, что каждый день в пять часов вечера Стиву надо отмечаться в полиции у инспектора Рут.
Стиву и Тому удаётся найти вожака оленей Дэшера, коммуницирующего при помощи пускания газов, а в лесу они натыкаются на сани. Тем временем в тюрьме Санта, чтобы не стать объектом насмешек, меняет свой имидж при помощи парикмахера, тюремного товарища Стива. Однако заключённые, прослышав, что он хорошо изображает Санту, просят его сделать это на праздновании Рождества в тюрьме, куда придут семьи заключённых. Санта готовит подарки и даже вспоминает, кому из заключённых что он дарил, когда те были детьми.
Поскольку сани Санты оказались сломаны, Стив и Том следуют совету Санты и направляются к старинной башне в Суффолке, которая играет роль почтового ящика для писем Санте. Не понимая, что делать дальше, Стив звонит Рут, к которой он не пришёл в назначенное время, и раскрывает своё местонахождение, надеясь, что его не направят снова в тюрьму. Однако Том разгадывает тайну башни, и они со Стивом проникают внутрь, попадая в туннель, ведущий в Город Эльфов. Объяснив ситуацию с Сантой эльфам, Стив и Том в компании белки направляются обратно в Лондон на старых санях, которые везёт старый олень. Между тем, заключённым удаётся устроить побег Санты, и когда Том со Стивом прибывают в тюрьму, его там уже нет.
Рут с полицейскими не обнаруживают Стива и Тома у башни и начинают охоту за ним. В свою очередь, Элисон и её бойфренд Тони тоже разыскивают Тома. Среди ночи Санта со сбежавшим вместе с ним карликом Салли в костюме эльфа останавливают машину Элисон и Тони, а вскоре к ним присоединяются Стив и Том. Компанию преследуют полицейские, от которых Санта отстреливается оленьими экскрементами. Наконец, на пустыре, куда посланная эльфами белка пригнала сани и оленей, Санта с Салли садится в сани и готовится к полёту на глазах у Тома, Стива, Элисон, Тони, Финкертона и Рут. На прощание Санта благодарит Тома и Стива и говорит, что взрослым бывает трудно поверить в волшебство Рождества, однако столкнувшись с ним непосредственно, даже самые холодные сердца теплеют.

## В ролях
- Джим Бродбент — Санта-Клаус
- Рейф Сполл — Стив Андерсон
- Кит Коннор — Том, его сын
- Джоди Уиттакер — Элисон, бывшая жена Стива
- Джош МакГуайр — Тони, бойфренд Элисон
- Джоанна Скэнлэн — Рут Морбёри
- Юэн Бремнер — Финкертон, полицейский
- Гера Хилмарсдоттир — Бойл, напарница Финкертона
- Стивен Грэм — тюремный парикмахер
- Уорвик Дэвис — Салли, карлик
- Нонсо Анози — Наклз
- Мэтт Кинг — Брайан
- Перри Бенсон — Джимбо
- Бьярне Хенриксен — Ларс, водитель грузовика
- Майкл Уолтер — эльф Энтуистл
- Грэхэм Хьюз — эльф Бастер Эвергрин

## Саундтрек
Оригинальная музыка к фильму была написана Иланом Эшкери. Кроме того, в фильм вошли (и позднее были выпущены на саундтреке) несколько песен, включая написанную специально для фильма кавер-версию известной поп-песни Christmas Wrapping в исполнении девичьей группы The Saturdays.

### Диск 1
| №  | Название                                                                                    | Автор(ы)       | Длительность |
| -- | ------------------------------------------------------------------------------------------- | -------------- | ------------ |
| 1. | «Here Comes Santa Claus (Single Version)»                                                   | Бинг Кросби    | 3:01         |
| 2. | «Jingle Bell Rock (Single Version)»                                                         | Бобби Хелмс    | 2:10         |
| 3. | «I Believe In Father Christmas»                                                             | Hudson Taylor  | 2:57         |
| 4. | «White Christmas (feat. Клайд Макфаттер)»                                                   | The Drifters   | 2:39         |
| 5. | «Christmas Carols: Deck The Halls / Away In A Manager / I Saw Three Ships (Single Version)» | Бинг Кросби    | 3:25         |
| 6. | «Straight Outta Compton (Clean)»                                                            | N.W.A.         | 4:02         |
| 7. | «I'm Coming Out»                                                                            | Diana Ross     | 5:24         |
| 8. | «Merry Christmas Everyone»                                                                  | Shakin Stevens | 3:38         |
| 9. | «Christmas Wrapping»                                                                        | The Saturdays  | 4:36         |

### Диск 2
| №   | Название               | Автор(ы)    | Длительность |
| --- | ---------------------- | ----------- | ------------ |
| 1.  | «Tom Writes To Santa»  | Илан Эшкери | 1:38         |
| 2.  | «Who's In The Shed»    | Илан Эшкери | 2:01         |
| 3.  | «Battersea Dogs Home»  | Илан Эшкери | 1:49         |
| 4.  | «Finding The Sleigh»   | Илан Эшкери | 1:41         |
| 5.  | «Get Outta Me Face»    | Илан Эшкери | 0:59         |
| 6.  | «Arrival At The Tower» | Илан Эшкери | 1:46         |
| 7.  | «I'm Santa»            | Илан Эшкери | 2:07         |
| 8.  | «Harry Mitchell»       | Илан Эшкери | 1:53         |
| 9.  | «Spaceman Story»       | Илан Эшкери | 2:41         |
| 10. | «Tunnel To Lapland»    | Илан Эшкери | 1:18         |
| 11. | «Meeting The Elves»    | Илан Эшкери | 2:49         |
| 12. | «Elf City»             | Илан Эшкери | 1:44         |
| 13. | «Operations Room»      | Илан Эшкери | 1:57         |
| 14. | «Ready For Take Off»   | Илан Эшкери | 2:48         |
| 15. | «Flying The Sleigh»    | Илан Эшкери | 2:02         |
| 16. | «Where's Santa»        | Илан Эшкери | 2:36         |
| 17. | «London Eye»           | Илан Эшкери | 2:44         |
| 18. | «Just Drive»           | Илан Эшкери | 2:15         |
| 19. | «Someone To Rely On»   | Илан Эшкери | 1:05         |
| 20. | «Santa Flies Off»      | Илан Эшкери | 1:13         |

## Прокат
В Великобритании фильм вышел в прокат 5 декабря 2014 года. Накануне, 1 декабря, актёры Райф Сполл и Джоди Уиттакер в компании двух северных оленей посетили приют для бездомных животных Battersea Dogs and Cats Home, в котором снималась одна из сцен в фильме. Обитатели приюта надели в этот день рождественские свитера в преддверии Дня рождественского свитера — ежегодной благотворительной акции под эгидой фонда Save the Children.
В британском прокате фильм заработал $ 3 863 403, в Польше $ 910 900.

## Отзывы
Фильм в целом получил положительные отзывы. На аггрегаторе Rotten Tomatoes он имеет 79% свежести на основе 29 рецензий со средней оценкой 6.3/10. Критический консенсус вебсайта гласит: "С помпезным исполнением Джима Бродбента, "Достать Санту" блестяще передает радости рождественского праздника". на Metacritic оценка более сдержанная — 52/100 на основе шести профессиональных рецензий.
Марк Кермоуд (The Observer) оценил фильм на 3 балла из 5, отметив, что он является «в меру приятной» рождественской комедией и прекрасной альтернативой другой премьеры — ужасного, по его мнению, фильм «Рождество 3: Чувак, где мой осёл?!» Критик также провел параллель между фильмом Смита и «Чудом на 34-й улице». По мнению Тревора Джонсона (Time Out), фильм должен показаться увлекательным для детей в силу ориентированного на них сюжета, но при этом содержит достаточно лукавых острот, чтобы привлечь взрослую аудиторию. В качестве лишней ряд обозревателей назвали лишь сцену с испусканием газов оленем. Тим Роби (Telegraph) посетовал также на не самое удачное время выхода фильма в прокат — на следующей неделе после блокбастера «Приключения Паддингтона», который в любом случае будет лидером у зрителей. Он также отметил, что самое странное в фильме — это личность его режиссёра, учитывая, что Смит получил известность прежде всего в качестве автора успешных фильмов ужасов и триллеров.